# Spazio europeo della ricerca

Lo Spazio europeo della ricerca (SER, in inglese European Research Area o ERA) è un sistema di programmi di ricerca scientifica che integrano le risorse scientifiche dell'Unione europea. Dalla sua creazione, nel 2000, la struttura è stata concentrata nella cooperazione internazionale nel campo della ricerca medica, ambientale, industriale e socio-economica. L'ERA è per la ricerca e l'innovazione ciò che è il Mercato Europeo Comune per i beni ed i servizi. Il suo scopo è di incrementare la competitività delle istituzioni di ricerca europee unendole insieme ed incoraggiando l'aumento delle possibilità di lavoro, similmente a ciò che già esiste tra le istituzioni in Nordamerica ed in Giappone. L'accrescimento della mobilità delle conoscenze e dei lavoratori e l'intensificazione della cooperazione multilaterale tra gli istituti di ricerca degli Stati membri sono gli obbiettivi principali dell'ERA.

## Campi
Nel 2002 l'Unione europea ha annunciato che il suo supporto si focalizza sui seguenti campi, che si ritiene siano di particolare importanza e su cui bisogna incentrare gli sforzi:
- genomica e biotecnologia per la salute
- tecnologie per la società dell'informazione
- nanotecnologia, materiali intelligenti e nuovi processi di produzione
- aeronautica e spazio
- sicurezza del cibo e rischi per la salute
- sviluppo sostenibile
- cittadinanza nella società scientifica europea